# Yamandú Orsi
Yamandú Ramón Antonio Orsi Martínez (nascut el 13 de juny de 1967) és un polític uruguaià, president electe d'Uruguai després de guanyar les eleccions generals de 2024. És membre del Moviment d'esquerres de Participació Popular, partit constituent del Front Ampli. Va exercir com a 22è i 24è intendent del Departament Canelones des del 2015 fins al febrer del 2020, i des del novembre del 2020 fins al 2024.
Llicenciat per l'Institut del Professorat d'Artigas el 1991 com a professor d'Història, va exercir la docència en diferents liceos (escoles de secundaria) dels departaments de Canelones, Florida i Maldonado. Va començar la seva militància política durant la seva adolescència, formant part del Vertiente Artiguista fins al 1990, quan es va incorporar al Moviment de Participació Popular (MPP) que s'havia fundat l'any anterior. El 2015 va ser elegit Intendent de Canelones, i el 2020 va ser reelegit en el càrrec.